# Yara van Kerkhof
Yara van Kerkhof ([ˈjaːraː vɑn ˈkɛrkɦɔf], ur. 31 maja 1990 w Zoetermeer) – holenderska łyżwiarka startująca w short tracku, medalistka igrzysk olimpijskich, mistrzostw Europy i pucharu świata.
W 2013 roku zdobyła złoty medal ze sztafetą w zawodach pucharu świata w Dreźnie. 13 lutego 2018 zdobyła swoje najważniejsze do tej pory trofeum, srebrny medal igrzysk w biegu short trackowym na 500 m.
Podczas Mistrzostw Europy w Short Tracku 13 stycznia 2018 r. zdobyła srebro w biegu na 1500 metrów.